# Брандер князя Лобанова-Ростовского
Брандер князя Лобанова-Ростовского — брандер Азовского флота Русского царства, один из четырёх брандеров типа «Азовский», участник второго Азовского похода Петра I.

## Описание судна
Один из четырёх однотипных брандеров с деревянным корпусом типа «Азовский», построенных на Преображенской верфи, а собранных и спущенных на воду на Воронежской верфи в 1695—1696 годах. По конструкции эти брандеры представляли собой галеры, аналогичные галерам, строившимся в это время на Преображенской верви для российского флота. Брандеры были оборудованы 13 парами вёсел и двумя мачтами с латинским парусным вооружением. Все эти суда строились из сырого замёрзшего леса.
Как и другие брандеры этого типа не имел названия, как в списках флота своего времени, так и в последующих источниках упоминается по фамилии своего первого командира князя Я. И. Лобанова-Ростовского — Брандер князя Лобанова-Ростовского.

## История службы
Брандер был заложен на стапеле Преображенской верфи в 1695 году, после изготовления в разобранном виде был перевезён из села Преображенского на Воронежскую верфь, где был собран и после спуска на воду в 1696 году вошёл в состав Азовского флота России без присвоения имени.
Принимал участие во втором Азовском похода Петра I. 24 мая (3 июня) 1696 года в составе отряда под общим командованием шаутбенахта Б. Е. де Лозьера покинул Воронеж, 12 (22) июня прибыл к Азову, где с остальными судами отряда присоединился к блокаде крепости с моря.
В кампанию 1696 года командиром брандера служил князь Я. И. Лобанов-Ростовский.

### Комментарии
1. ↑  Всего в рамках проекта было построено 4 безымянных юрандера, числившихся как: брандер князя Черкаского, брандер князя Велико-Гагина, брандер князя Лобанова-Ростовского и брандер капитана Леонтьева[1].